# Ameugny
Ameugny là một xã ở tỉnh Saône-et-Loire trong vùng Bourgogne-Franche-Comté phía đông Pháp.
Sông Grosne chảy qua xã này. Dân số năm 2020 là 167 người.